# Púa (guitarra)

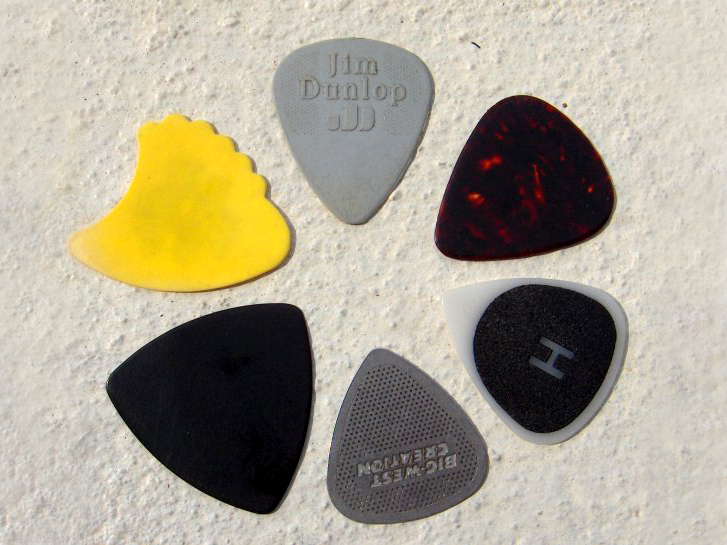
Varias púas de guitarra. Desde arriba en el sentido de las agujas del reloj: Una púa de nailon estándar; Una púa de imitación de caparazón de tortuga; Una púa de plástico con revestimiento de alta fricción (zonas negras); Una púa de acero inoxidable; Una púa que se aproxima a un triángulo de Reuleaux; y una púa de "aleta de tiburón" de Tortex.

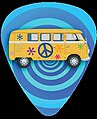
Una púa de guitarra con un dibujo personalizado.

Una púa de guitarra es un plectro utilizado para las guitarras. Las púas suelen estar hechas de un material uniforme, como algún tipo de plástico (nailon, Delrin, celuloide), goma, fieltro, carey, madera, metal, vidrio, tagua o piedra. Suelen tener forma de triángulo isósceles agudo con las dos esquinas iguales redondeadas y la tercera menos redondeada. Se utilizan para rasguear acordes o para hacer sonar notas individuales en un instrumento de cuerdas, principalmente la guitarra.

## Historia
Los músicos llevan miles de años utilizando púas para tocar instrumentos de cuerda. Las plumas fueron probablemente los primeros plectros estandarizados y se utilizaron ampliamente hasta finales del siglo XIX. En ese momento, se produjo el cambio que lo convirtió en el material de plectro superior; la carcasa exterior de una tortuga marina de carey del Atlántico, que coloquialmente se denominaría carey. Otras alternativas habían aparecido y desaparecido, pero el carey ofrecía la mejor combinación de sonido tonal y flexibilidad física para pulsar una cuerda tensa. Antes de la década de 1920, la mayoría de los guitarristas utilizaban púas para el pulgar y los dedos (utilizadas para el banyo o la mandolina) cuando buscaban algo con lo que tocar su guitarra, pero con el auge del músico Nick Lucas, se popularizó el uso de una «púa de guitarra estilo plectro» plana.
Ha habido muchas innovaciones en el diseño de las púas de guitarra. La mayoría de ellas surgieron a raíz del problema de las púas de guitarra que se resbalaban y salían volando de la mano del guitarrista. En 1896, un hombre de Cincinnati (Frederick Wahl) fijó dos discos de goma a cada lado de una púa de mandolina, lo que la convirtió en la primera solución popular al problema. A lo largo de las dos décadas siguientes se introdujeron más innovaciones, como la ondulación de la superficie redondeada de la púa o la perforación de un orificio en el centro para adaptarse a la almohadilla del pulgar del jugador. Una mejora más notable fue la colocación de corcho en la parte ancha de la púa, una solución patentada por primera vez por Richard Carpenter y Thomas Towner de Oakland en 1917. Algunos de estos nuevos diseños hacían que las púas fueran excesivamente caras. Con el tiempo, los fabricantes de púas se dieron cuenta de que lo único que necesitaban era algo en lo que hundir sus huellas dactilares para que la púa no resbalara, como un logotipo impreso en alto relieve. El celuloide era un material en el que se podía hacer esto fácilmente. Tony D'Andrea fue uno de los primeros en utilizar el celuloide para producir y vender púas de guitarra. En 1902 se encontró con una venta ambulante en la que se ofrecían unas láminas de plástico de nitrato de celulosa de color caparazón de tortuga y troqueles, y con el tiempo descubriría que los pequeños trozos de celuloide que perforaba con los troqueles eran ideales para hacer púas de instrumentos de cuerda. Desde 1920 hasta 1950, D'Andrea Manufacturing dominaría el mercado internacional de púas, suministrando a grandes empresas como Gibson, Fender y Martin. Una de las principales razones por las que el celuloide era tan popular como material para las púas de guitarra era que imitaba muy bien el sonido y la flexibilidad de las púas de concha de tortuga. La práctica de utilizar tortugas de carey por su caparazón pasó a ser ilegal en 1973 por disposición de la Convención sobre el Comercio Internacional de Especies Amenazadas de Fauna y Flora Silvestres (CITES), lo que obligó a los músicos a buscar otro material para las púas.
Los músicos tenían predilección por las púas de concha, y cuando D'Andrea proporcionó una alternativa, D'Andrea Manufacturing tuvo mucho éxito y ganó fama como la púa de guitarra preferida durante la década de 1960. El celuloide era una buena alternativa en muchos sentidos. El caparazón de tortuga era raro, caro y tenía tendencia a romperse. El celuloide se fabricaba a partir de celulosa, una de las materias primas más abundantes del mundo, y la nitrocelulosa combinada con alcanfor bajo calor y presión producía celuloide. Aunque en un principio se pensó como sustituto de las bolas de billar de marfil, el celuloide empezó a utilizarse para muchas cosas por su flexibilidad, durabilidad y relativa falta de sensibilidad, lo que lo convirtió en un candidato natural como material para las púas de guitarra. Más tarde, otros materiales, como el nailon (y menos comúnmente la madera, el vidrio o el metal) se harían populares para fabricar púas de guitarra por su mayor agarre, flexibilidad o cualidades tonales.

## Estilos
Las formas de las púas comenzaron con los guitarristas dando forma al hueso, la concha, la madera, la sepia, el metal, el ámbar, la piedra o el marfil para conseguir la forma deseada. La mayoría de las formas actuales de las púas de guitarra fueron creadas por la empresa que fabricó la primera púa de plástico en 1922, D'Andrea Picks.
D'Andrea Picks fue la primera empresa en crear la impresión de púas personalizadas en 1938, permitiendo a los clientes pedir la impresión de hasta 12 letras mayúsculas. Uno de los primeros en popularizar la impresión para guitarristas fue Nick Lucas a principios de la década de 1930.

## Sonido
Tocar la guitarra con una púa produce un sonido más brillante que puntear con la yema del dedo. Las púas también ofrecen un mayor contraste en el tono a través de diferentes lugares de punteo; por ejemplo, la diferencia en el brillo entre el punteo cerca del puente y cerca del cuello es mucho mayor cuando se utiliza una púa en comparación con la yema del dedo. Por el contrario, las muchas técnicas de juego que involucran los dedos, como los que se encuentran en la guitarra fingerstyle, slapping, guitarra clásica, y la guitarra flamenca, también puede producir una gran variedad de tonos.

## Materiales

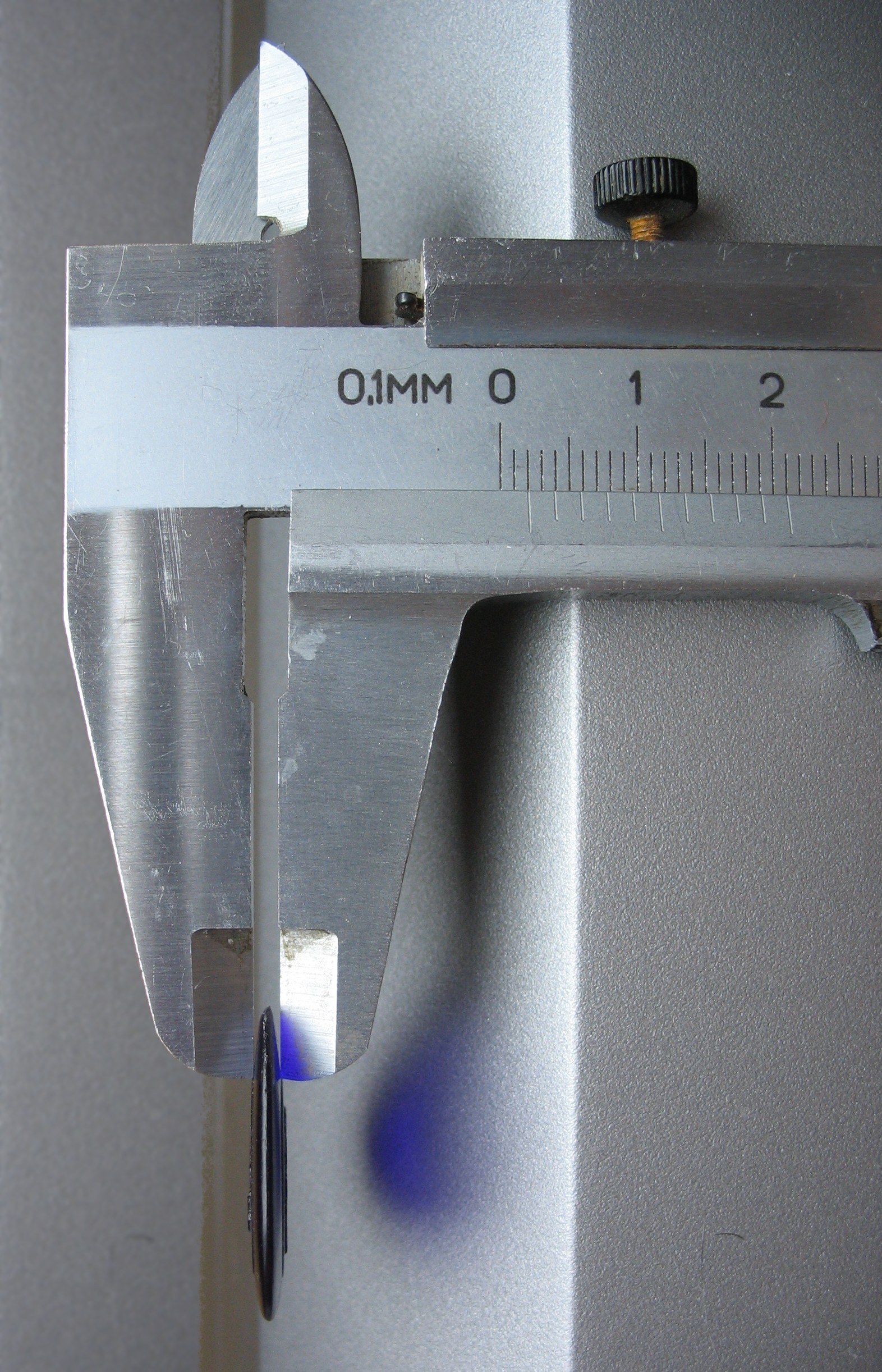
Una púa extrapesada de 2 mm de grosor

### Plásticos
Las piquetas más comunes fabricadas en serie están hechas de varios tipos de plástico. Los plásticos más populares son:
- Celuloide. Históricamente, este fue el primer plástico que se utilizó para fabricar púas, y todavía se utiliza en la actualidad, especialmente para los guitarristas que buscan un tono vintage.[5]

- Nailon. Se trata de un material muy popular que tiene una superficie lisa y resbaladiza, por lo que la mayoría de los fabricantes añaden un revestimiento de alta fricción a las púas de nailon para facilitar su agarre. El nailon es flexible y puede fabricarse en láminas muy finas. La mayoría de las púas finas y extrafinas están hechas de nailon. Sin embargo, el nailon pierde su flexibilidad después de uno o dos meses de uso prolongado, se vuelve frágil y se rompe.[5]

- Acetal. El acetal es una clase de plástico muy duradera. Delrin es el nombre registrado por DuPont para un tipo de acetal. El delrin es duro, brillante y duradero, y también puede doparse para producir una textura mate. La fricción entre una cuerda de guitarra de acero o níquel y el acetal liso y brillante es muy baja. Las púas de delrin brillantes se deslizan literalmente a través de la cuerda y por lo tanto tienen una liberación rápida, produciendo muy poco ruido de la púa, mientras que la entrega de un tono redondeado enfatizando los armónicos de orden inferior. Las púas de acetal con acabado mate, como la Clayton Acetal, generan un poco más de ruido de púa y un ataque más agresivo, pero la fricción adicional de la superficie mate ayuda al guitarrista a sujetar la púa con más seguridad. El Delrex es una variación del Tortex, que es en sí mismo Delrin. Se inventó para sustituir al carey desde que se prohibió su comercio en 1973. El Delrex se utiliza como material para las púas "gator" de Dunlop.[5]

- Ultem. Este plástico tiene la mayor rigidez de todas las púas de plástico. Produce un tono brillante, popular entre los músicos de mandolina.[5]

- Lexan. Brillante, parecido al vidrio, muy duro, pero con poca durabilidad. Se utiliza para las púas gruesas y extra gruesas (> 1 mm). Suele tener un revestimiento de agarre de alta fricción.[5]

- 'Acrílico'. Polímero resistente, ligero, transparente y sin costuras, con gran resistencia al impacto y a la intemperie. El acrílico no es frágil y no amarillea ni se agrieta. Puede moldearse y cortarse con casi cualquier forma y grosor. Ofrece una gama tonal muy completa cuando se utiliza como púa en instrumentos de cuerda. Algunos grados de acrílico tienen una característica de agarre única, y cuando se calientan al tacto, se vuelven pegajosos, haciendo que el material se adhiera a los dedos. El acrílico se puede templar al calor para que sea más resistente y duradero. V-Picks es la primera empresa conocida que fabrica púas acrílicas para guitarra, desde 1980, y es el único fabricante de púas de guitarra que templa al calor las púas acrílicas.[6]

- La poliamida-imida es un material que se utiliza a menudo en aplicaciones aeroespaciales en sustitución de las aleaciones metálicas. Las púas hechas de este material tienen una baja fricción con las cuerdas y una alta durabilidad.[6]

- La fibra de carbono también es utilizada por PickHeaven, Dunlop y RJL guitarras para hacer púas de guitarra. Estas púas son extremadamente duraderas y tienen una relación rigidez-peso muy alta. La púa de guitarra más fina del mundo está hecha de fibra de carbono y tiene un grosor de 0,2 mm.[7]

### Metales

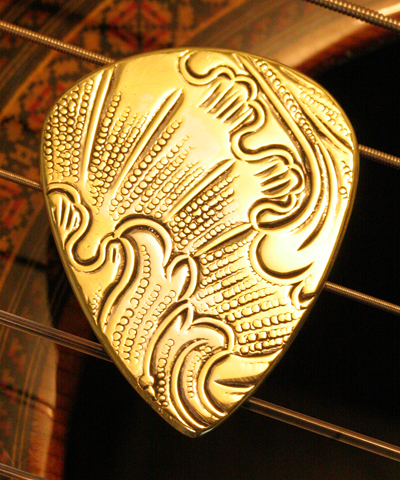
Ejemplo de una púa de guitarra de latón hecha a mano por el artesano Dustin Michael Headrick de Master Artisan Guitar Picks y Nashville Picks.

Las púas de diversos metales producen un sonido armónicamente más rico que las de plástico y modifican el sonido de la guitarra acústica y eléctrica. Algunas púas de metal se fabrican incluso con monedas, lo que da a los jugadores un tono único, ya que las aleaciones utilizadas en las distintas monedas de todo el mundo varían mucho. Tocar la guitarra con una púa de plata proporciona un sonido único, rico y brillante, muy diferente al de las púas normales (Brian May, de Queen, suele tocar con un sixpence de plata). Los fabricantes de púas, como Master Artisan Guitar Picks, son ampliamente reconocidos por fabricar a mano púas metálicas para guitarra a partir de monedas y metales antiguos.

### Cuerno, hueso, cuero (animal)
Los plectros elaborados con subproductos naturales de animales son los materiales más antiguos que se conocen debido a su disponibilidad y durabilidad, y siguen siendo utilizadas regularmente por los herreros para fabricar púas de guitarra, bajo y mandolina. La tonalidad producida por cada tipo de material animal natural varía mucho, y se ve reforzada por el grosor y la forma de cada material.

### Madera
Cada púa de guitarra hecha de madera tiene sus propias propiedades y su sonido característico como resultado de las diferencias de densidad, dureza y estructura celular. La mayoría de las púas de madera producen un tono más cálido que las de plástico o metal. Para soportar los rigores de la púa y el rasgueo, solo se utilizan las maderas más duras para las púas, incluyendo maderas duras como la madera negra africana, la bocota, el cocobolo, el guayacán, el palosanto y el zebrano. Aunque el borde grueso y a veces áspero de una púa de madera puede crear una buena cantidad de arrastre al principio, las púas de madera son generalmente fáciles de domar e incluso pueden hacerlo más rápido que las púas de plástico. Después de un par de cientos de golpes, las cuerdas metálicas de la guitarra desgastan el borde y crean un paso más suave sobre las cuerdas.

### Vidrio
El vidrio es relativamente duro y pesado en comparación con el metal o el plástico y, por tanto, produce una mayor gama de tonos que estos materiales. El vidrio puede pulirse hasta conseguir una textura suave o rugosa, dependiendo del grano de papel de lija que se utilice. Asimismo, factores como el tamaño, la forma y el peso tienen un efecto mucho más dramático en el tono general, haciendo que cada púa de vidrio suene y se sienta de forma única.

## Formas

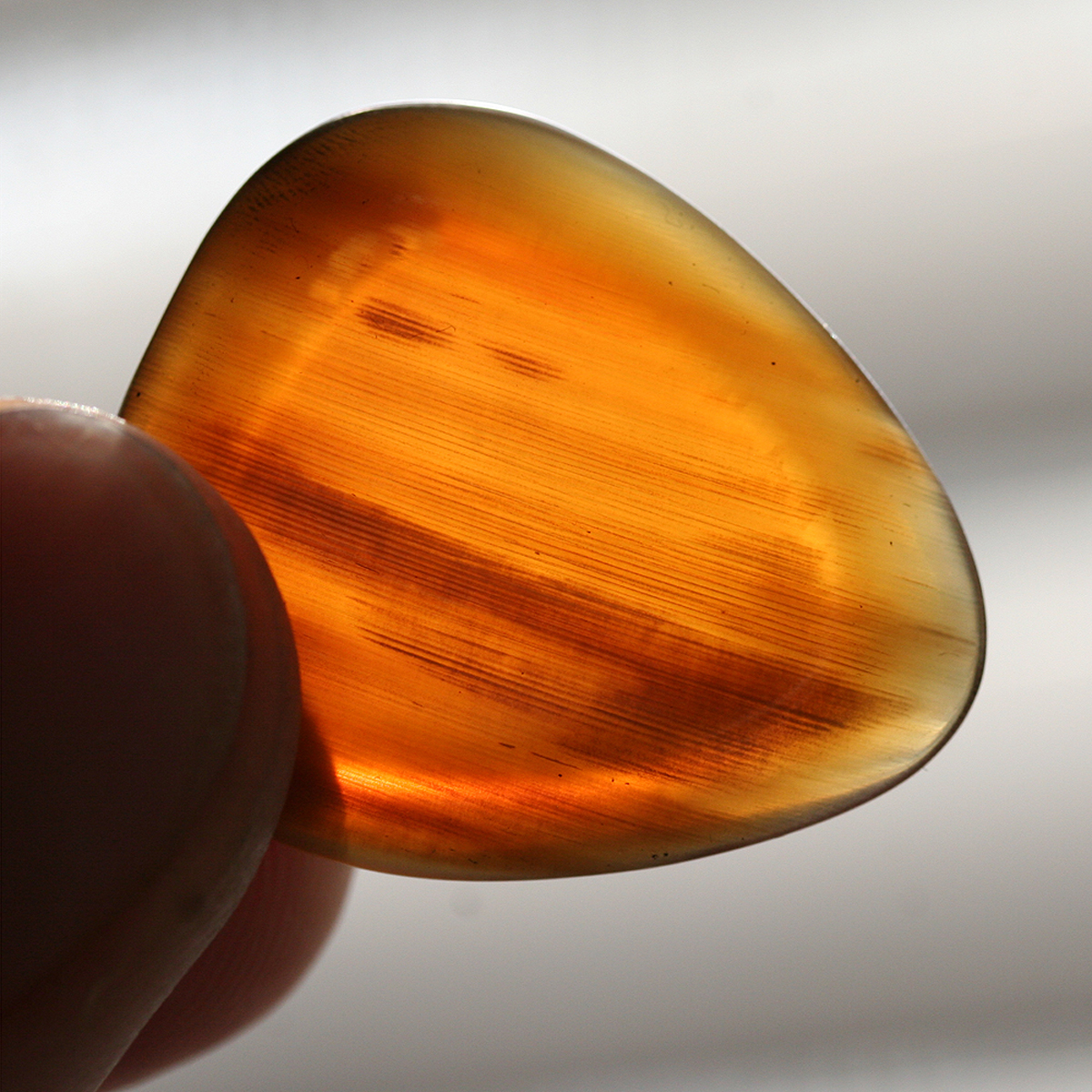
Ejemplo de una púa de guitarra de cuerno de animal hecha a mano por el picksmith Dustin Michael Headrick de Master Artisan Guitar Picks y Nashville Picks.

Algunas púas tienen pequeñas protuberancias para facilitar el agarre en caso de que los dedos empiecen a sudar, lo que es muy común en el escenario debido a las luces calientes. Algunas púas tienen un revestimiento de alta fricción para ayudar al músico a sujetarlas. Las pequeñas perforaciones en la púa de acero inoxidable cumplen la misma función. Los intérpretes suelen tener púas de repuesto sujetas a un soporte de micrófono o encajadas en el golpeador de la guitarra.
- El pico equilátero puede ser más fácil de sujetar y utilizar para los principiantes, ya que cada esquina puede utilizarse como borde de juego.[15]

- La púa de aleta de tiburón puede usarse de dos maneras: normalmente, empleando el extremo romo; o las pequeñas perturbaciones pueden ser rastrilladas a través de las cuerdas produciendo un acorde mucho más completo, o usadas para aplicar un "raspado de púa" hacia abajo de las cuerdas produciendo un ruido muy áspero y raspante.[16]
- La púa afilada se utiliza para crear un movimiento más fácil de picado a través de las cuerdas.[14]

Algunas formas de púas de guitarra están patentadas. Por lo general, esas patentes reclaman un diseño ornamental.

## Técnica
Las púas se suelen agarrar con dos dedos -el pulgar y el índice- y se tocan con la punta hacia las cuerdas. Sin embargo, es una cuestión de preferencia personal y muchos músicos notables utilizan diferentes empuñaduras. Por ejemplo, Eddie Van Halen sujetaba la púa entre el pulgar y el dedo corazón (dejando el primer dedo libre para su técnica de tapping); James Hetfield, Jeff Hanneman y Steve Morse sujetan la púa con tres dedos: el pulgar, el medio y el índice; Pat Metheny y The Edge también sujetan sus púas con tres dedos, pero tocan utilizando el lado redondeado de la púa en lugar del extremo puntiagudo. George Lynch también utiliza el lado redondeado de la púa. Stevie Ray Vaughan también tocaba con el borde redondeado de la púa, alegando que el borde permitía un mayor ataque a las cuerdas que la punta. Su estilo maníaco y agresivo de tocar la guitarra desgastaría los golpeadores en poco tiempo, y se ha convertido en una ranura en su Fender Stratocaster, Number One, a lo largo de sus años de juego. El famoso guitarrista de sesión de los años 80, David Persons, es conocido por utilizar viejas tarjetas de crédito, cortadas al tamaño y grosor correctos, y por utilizarlas sin punta.